# Bukovac (Doboj)
Bukovac (szerbül: Буковац), település Bosznia-Hercegovinában, a Szerb Köztársaság északi régiójában Doboj községben. 

## Fekvése
A település Bosznia-Hercegovina északi részén, Dobojtól légvonalban 14, közúton 20 km-re északra, a Boszna-folyó bal partjától nyugatra, a Krnjin-hegység keleti lejtőin, 126-237 méteres magasságban található.

## Népessége
| Nemzetiségi csoport | Népesség 1991 | Népesség 2013 |
| ------------------- | ------------- | ------------- |
| Szerb               | 31            | 93            |
| Bosnyák             | 0             | 2             |
| Horvát              | 607           | 87            |
| Jugoszláv           | 0             | 0             |
| Egyéb               | 26            | 0             |
| Összesen            | 664           | 182           |

## Története
A település 1878-ig tartozott az Oszmán Birodalomhoz, ekkor a berlini kongresszus határozata alapján az Osztrák-Magyar Monarchia része lett. 1879-ben az első osztrák-magyar népszámlálás során a Derventi járáshoz tartozó településnek 10 háztartása és 72 ortodox lakosa volt. 1910-ben a Derventi járáshoz tartozó településen 17 háztartást, 102 ortodox, 86 római katolikus, 11 görög katolikus és 5 muszlim lakost találtak. A monarchia szétesésével 1918-ban előbb a Szerb-Horvát-Szlovén Királyság, majd 1929-től a Jugoszláv Királyság része lett. 1921-ben a Derventi járáshoz tartozó községnek 87 lakosa volt, melyből 74 római katolikus és 13 görög katolikus volt. Az 1929-es törvény értelmében, amikor Bosznia-Hercegovinát négy banovinára, Drinskára, Vrbaskára, Zetskára és Primorskára osztották, a település a Vrbaska banovina része lett, amelynek székhelye Banja Luka volt. 
A második világháborúban Jugoszlávia megszállása után a Független Horvát Állam (NDH) része lett. A második világháború után 1992-ig a település a szocialista Jugoszlávia keretében a Bosznia-Hercegovinai Népköztársaság része volt. A boszniai háború alatt az egész falu szenvedett a szerb erőktől, amikor a közeli horvát falvakkal Johovac, Kotorsko és Foča településekkel együtt teljesen elpusztult. A boszniai háborút lezáró daytoni békeszerződés rendelkezése alapján az ország területét felosztották a Bosznia-hercegovinai Föderáció és a boszniai Szerb Köztársaság között. A békeszerződés utáni területmegosztási megállapodás értelmében a település a Boszniai Szerb Köztársasághoz és Doboj községhez került. 2000 elején a lakosok elkezdték látogatni a falujukat. Sofija Bošnjak volt az első, aki felújította házát és visszatért Bukovacba. 2008 végén a falu áramot kapott, és felújították a kápolnát is.

## Nevezetességei
Szent György tiszteletére szentelt római katolikus kápolnája.